# Anna Witaljewna Siwkowa
Anna Witaljewna Siwkowa (russisch Анна Витальевна Сивкова; * 12. April 1982 in Moskau, Russische SFSR) ist eine russische Degenfechterin.

## Erfolge
Anna Siwkowa erzielte die meisten ihrer Erfolge auf internationaler Ebene im Mannschaftswettbewerb. Im Einzel wurde sie 2013 in Budapest Vizeweltmeisterin sowie 2004 in Kopenhagen und 2009 in Plowdiw Vizeeuropameisterin. Mit der Mannschaft gewann sie dagegen mehrfach beide Titel. 2003 in Bourges, 2004 in Kopenhagen, 2005 in Zalaegerszeg und 2012 in Legnano sicherte sie sich jeweils die Europameisterschaft. 2001 in Nîmes, 2003 in Havanna und 2013 in Budapest wurde sie mit der Mannschaft Weltmeisterin. Zweimal nahm sie an Olympischen Spielen teil. 2004 in Athen belegte sie im Einzel den 19. Platz, mit der Mannschaft erreichte sie nach Siegen über Südkorea und Kanada das Finale. Dort besiegte die russische Equipe, die neben Kolobowa aus Karina Asnawurjan, Oxana Jermakowa und Tatjana Logunowa bestand, Deutschland mit 34:28 und wurde damit Olympiasieger. Bei den Olympischen Spielen 2012 in London schloss sie die Einzelkonkurrenz auf Rang 15 ab. Mit der Mannschaft verpasste sie mit Platz vier einen weiteren Medaillengewinn. Die Rechtshänderin ficht beim ZSKA Moskau.